# Gare d'Oulchy - Breny
La gare d'Oulchy - Breny est une gare ferroviaire française fermée de la ligne de Trilport à Bazoches, située sur le territoire de la commune de Breny, dans le département de l'Aisne en région Hauts-de-France.

## Situation ferroviaire
Établie à 87 mètres d'altitude, la gare d'Oulchy - Breny se situe au point kilométrique (PK) 98,014 de la ligne de Trilport à Bazoches entre les gares de Neuilly-Saint-Front et de Fère-en-Tardenois.

## Histoire

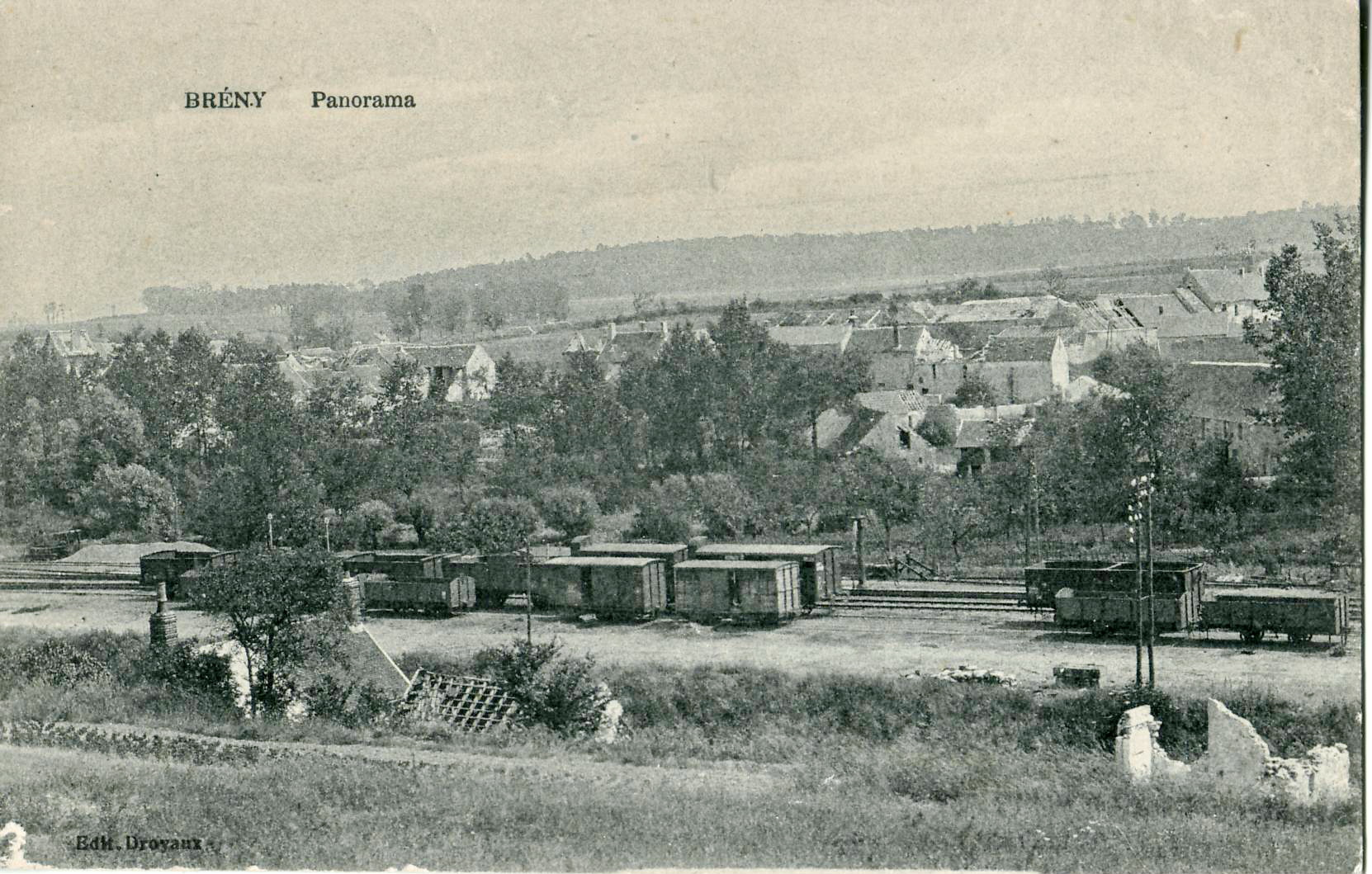
La gare d'Oulchy - Breny, avant la Première Guerre mondiale.

La gare d'Oulchy - Breny ouvre aux voyageurs le 21 novembre 1885 à l’occasion de la mise en service par la Compagnie des chemins de fer de l'Est de la section de La Ferté-Milon à Oulchy - Breny de l'actuelle ligne de Trilport à Bazoches. À cette époque, elle est dans le prolongement de la ligne de Château-Thierry à Oulchy - Breny et il n'y a pas de desserte ferroviaire directe entre Trilport et Bazoches.
La gare est située en bordure de Breny et à 2 km d'Oulchy-le-Château.
Le reste de la ligne, de Trilport à La-Ferté-Milon et d'Oulchy - Breny à Bazoches, est ouvert à la circulation le 1er juin 1894. Les lignes vers Château-Thierry et Bazoches se séparent 2 km plus loin en direction de l'est.
Le bâtiment voyageurs d'Oulchy - Breny date de 1885. Il s'agit d'un bâtiment « Est » de type C tardif, identique à ceux construits sur le reste de la ligne, notamment celle de La Ferté-Milon, mais auquel il manque une des ailes latérales.
Depuis le 3 avril 2016, il n'y a plus de transport ferroviaire de voyageurs entre La Ferté-Milon et Fismes. Les voyageurs sont acheminés en bus. La SNCF justifie cette décision par le mauvais état de la ligne à l'est de La Ferté-Milon ainsi que par le coût élevé d'une hypothétique rénovation de cette ligne.